# Porno erotico western
Porno erotico western è un film del 1979 scritto e diretto da Angelo Pannacciò.

## Trama
Un padre e i suoi due figli vagano per il vecchio west in cerca di avventura. Sono disposti a difendere gli innocenti dall'oppressione ma finiscono in situazioni compromettenti.

## Produzione
Questo film venne realizzato da Pannacciò utilizzando il girato di un altro suo film del 1972 mai completato e insertandolo - all'insaputa degli attori principali - con sequenze hardcore anche se l'unica copia disponibile sui siti di settore (con un fastidioso contatore presente) è softcore.